# Richard Steidle
Richerd Steidle (Untermais, 20 de septiembre de 1881-campo de concentración de Buchenwald, 30 de agosto de 1940) fue un abogado y político austriaco, dirigente de la Heimwehr del Tirol.

## Origen y primeras actividades
Nació el 20 de septiembre de 1881 en Untermais, cerca de Meran, en el Tirol meridional, entonces parte del Imperio austrohúngaro. De padre alemán, estudió Derecho en la Universidad de Innsbruck, en la que obtuvo el título de doctor. Declarado no apto para el servicio militar cuando estalló la Primera Guerra Mundial, se lo asignó a un tribunal militar. Carecía, pues, de experiencia militar.
Tras la guerra comenzó a trabajar como abogado en Innsbruck. Afiliado a una asociación agraria ligada al Partido Socialcristiano entre 1918 y 1934, fue diputado en el Parlamento regional entre 1919 y 1934. Senador de la Cámara Alta (Bundesrat) federal entre 1922 y 1931, la presidió entre diciembre de 1923 y mayo de 1924 y nuevamente entre junio y diciembre de 1928. Fue además Landesrat del Tirol (el principal funcionario de la provincia) entre octubre de 1918 y junio de 1921 y de nuevo entre marzo de 1933 y noviembre de 1934. Era un gran orador y gozaba de la simpatía popular en la región. Su apariencia de amable burgués ocultaba a un apasionado orador, a menudo demagógico. Considerado uno de los más inteligentes dirigentes de la formación paramilitar, su visión era, no obstante, principalmente provincial.

## Actividades políticas en la Heimwehr
Organizó una unidad de voluntarios antisocialistas en noviembre de 1918, una más de las surgidas a lo largo de las vías de comunicacón por las que transitaban los soldados desmovilizados, y más tarde entró en contacto con organizaciones derechistas alemanas en marzo de 1920. El año anterior, había fundado la Sociedad Antisemita Tirolesa.
Presidía el Comité de Defensa Tirolés, que coordinaba las primeras milicias de autodefensa surgidas al final de la Primera Guerra Mundial. El comité, fundado tras el establecimiento en la primavera de 1919 de la vecina República Soviética de Baviera, tenía como objetivo la coordinación de dichas milicias. Disueltas estas en enero de 1920 por las protestas de los socialistas, volvieron a resurgir durante la primavera del mismo año, nuevamente auspiciadas por Steidle. Los planes de reclutamiento fueron un éxito, gracias tanto a las asociaciones de tiro, legales, como al atractivo del ideario conservador que propugnaba la organización, bien recibido por el campesinado local. Logró fundar la Heimwehr provincial el 15 de mayo, de la que se lo nombró caudillo (Landerführer), cargo que mantuvo hasta 1934; el propio vicegobernador provincial era el lugarteniente de la nueva organización. Esta, de tintes claramente anticomunistas, se presentó como garante de la ley y el orden ante la debilidad de las fuerzas de seguridad. A finales de 1920, la Heimwehr tirolesa contaba con unos veinticinco mil miembros. En la formación de la Heimwehr de la región, Steidle contó con el auxilio organizativo y financiero de la Orgesch. Tuvo un papel destacado en la reunión de las diversas unidades de la Heimwehr celebrada en Múnich el 25 de julio de 1920 en la que estas se sometieron a la Orgesch. Cooperó estrechamente con Waldemar Pabst —exiliado prusiano, hábil organizador y antiguo miembro del Estado Mayor alemán— para convertir la organización provincial en una de las más importantes del país.
Después de cooperar temporalmente con el canciller socialcristiano Ignaz Seipel para unificar las formaciones paramilitares en 1922, se enemistó con él a comienzos de 1923 por su negativa a entregar el control de la política austriaca a la Heimwehr. La pérdida de la ayuda financiera de los industriales, propiciada por Seipel, desbarató la unión de las formaciones y obligó a Steidle a tener que buscar fuentes de financiación independientes del Gobierno. En abril de 1923, logró que una liga de formaciones de las provincias occidentales se sacudiese la dependencia de las formaciones paramilitares alemanas y lo nombrase jefe, aunque las unidades que la componían mantenían una gran autonomía.
Fue el jefe nacional de la Heimwehr entre noviembre de 1926 y septiembre de 1930 y segundo de la organización entre octubre de 1932 y julio de 1934. Desde octubre de 1927, tuvo que compartir la dirección de la organización con Walter Pfrimer. Mientras que este defendía que la organización se distanciase de los partidos políticos, Steidle abogaba por el mantenimiento de un amplio frente de derechas. En agosto de 1928, se avino a renunciar a cualquier reivindicación sobre el Tirol meridional a cambio de obtener ayuda italiana, en dinero y armamento. El respaldo italo-magiar radicalizó las posiciones políticas de la Heimwehr, proceso que se reflejó también en las proclamas de Steidle.
Para la fracción más extremista de la formación paramilitar, Steidle era demasiado moderado y conservador. A comienzos de la década de 1930 quedó arrinconado por Ernst Rüdiger Starhemberg y Emil Fey.

## Últimas actividades y muerte
Después de trabajar para el departamento de propaganda en la capital, marchó a Trieste como cónsul, puesto en el que sirvió entre julio de 1934 y 1938. Fue enviado al campo de concentración de Buchenwald tras el anschluss, en el que falleció el 30 de agosto de 1940 tiroteado por los guardias, supuestamente cuando trataba de fugarse.